# ويليام إي. وينغ
ويليام إي. وينغ (بالإنجليزية: William E. Wing)‏ هو كاتب سيناريو أمريكي، ولد في 4 يوليو 1869 في مين في الولايات المتحدة، وتوفي في 10 مارس 1947 في لوس أنجلوس في الولايات المتحدة.

## وصلات خارجية
- ويليام إي. وينغ على موقع IMDb (الإنجليزية)
- ويليام إي. وينغ على موقع أول موفي (الإنجليزية)
- ويليام إي. وينغ على موقع قاعدة بيانات الأفلام السويدية (السويدية)
- ويليام إي. وينغ على موقع قاعدة بيانات الفيلم (الإنجليزية)
- ويليام إي. وينغ على موقع كينوبويسك (الروسية)